# 希努特
希努特（泰雅語：Singut/Shinshingu），又稱馬卡西奴（泰雅語：Msngsungut/Mmnsigot）、摩什蘇姆德（德路固語：Mssungut）、蘇蘇固德（賽德克語：Susungut/Shinshingu），是台灣泰雅族、賽德克族、太魯閣族傳說中的矮人族，因為危害並暗殺族人而被族人消滅。希努特是三族共同對他們的稱呼。

## 外觀
希努特的身高很矮，只有到正常人的肚臍高度。經常配戴跟身體一樣高的大刀，可以在樹豆間靈活穿梭，因此被族人這麼稱呼（希努特：樹豆）。

## 傳說
在各族的傳說中，希努特都跟族人做對，並且被族人設計殺害。

### 泰雅族
傳說在瑞岩部落附近有一個希努特（馬卡西奴）的村子，他們經常破壞泰雅族人該蓋好的屋子，讓族人忍無可忍，最後放火燒了他們的村子，馬卡西奴也因此逃亡而消失無蹤，再也沒有出現，但過程中泰雅族也有兩人被刀砍斷手而亡。

### 賽德克族
過去希努特助在山裡時，經常埋伏在族人搭建的狩獵小屋上，暗殺打獵的族人、弄壞房屋，並挖出族人的肝來吃。族人對他們恨之入骨，因此又搭建了一個小屋，在裡面放木頭、蓋上被子，假裝是在睡覺的人，等希努特想要潛入房屋裡砍斷柱子時趁機射箭殺死他們，另有說法認為族人是埋伏在房屋裡，等目標進來後亂棒打死、並且弄塌房屋壓死其他趕來的希努特。

### 太魯閣族
太魯閣族跟希努特的傳說跟賽德克族大致相同，但還有其他傳說。內容是族人挖了一個洞、裡面埋著削尖的木頭，蓋上曬乾的山羌皮，希努特經過時就會因為山羌皮太滑而跌進洞裡摔死，或是在希努特用樹搭建的橋梁上鋪山羌皮，讓他們經過時全部滑下樹幹而死。